# بوبي سانابريا
بوبي سانابريا (بالإنجليزية: Bobby Sanabria)‏ هو عازف جاز أمريكي، ولد في 2 يونيو 1957 في نيويورك في الولايات المتحدة.

## وصلات خارجية
- الموقع الرسمي
- بوبي سانابريا على موقع IMDb (الإنجليزية)
- بوبي سانابريا على موقع ميوزك برينز (الإنجليزية)
- بوبي سانابريا على موقع أول ميوزيك (الإنجليزية)
- بوبي سانابريا على موقع ديسكوغز (الإنجليزية)